# Poecilimon aegaeus
Poecilimon aegaeus är en insektsart som beskrevs av Werner 1932. Poecilimon aegaeus ingår i släktet Poecilimon och familjen vårtbitare. IUCN kategoriserar arten globalt som nära hotad. Inga underarter finns listade i Catalogue of Life.